# Праліне
Праліне́ (фр. praliné) — густа жирна маса з перетертих смажених горіхів і цукру, з можливими додатковими компонентами (кондитерським жиром, какао-олією, ваніліном), з масовою часткою горіхового жиру не менше 10 %. Праліне використовують переважно для начинки цукерок та шоколаду.
За переказами, у 1671 році кухар графа дю Плессі-Пралена, французького посланця в Іспанських Нідерландах, уперше створив солодкий десерт, який пізніше назвали праліне. Фірмовий десерт містив тертий мигдаль з іншими горіхами, перемішаний із зацукрованим медом і грудочками шоколаду, потім начинка обливалася паленим цукром (подібно до карамелі) і подавалася до столу.

## Технологія виготовлення
Горіхи або насіння обсмажують, додають цукор та, інтенсивно перемішуючи, нагрівають до розплавлення цукру. Отриману масу виливають на змащений маслом стіл або деко і чекають на її охолодження і затвердіння, після чого подрібнюють у ступці або на спеціальній машині меланжері. Потім розтирають на вальцювальнику за допомогою м'ясорубки або в інший спосіб.